# Internet in der Türkei
In der Türkei nutzten 2016 etwa 58 % der Bevölkerung das Internet, was über dem weltweiten Durchschnitt von 51,7 % liegt. Die Top-Level-Domain der Türkei ist .tr.

## Allgemeine Informationen
Die Reichweite des Internets und des Mobilfunk-Sektors sind in den letzten Jahren stark gewachsen. Trotzdem gibt es, vor allem im Südosten, Probleme mit der Anzahl der Anschlüsse und der Datenflussregulierung.
Auf dem ICT Development Index steht die Türkei im weltweiten Vergleich auf dem 68. Platz und im Vergleich mit den 40 europäischen Staaten auf Platz 38.
Die meisten Nutzer greifen auf das Internet von Universitäten, am Arbeitsplatz oder in Internetcafés zu. Schlechte Infrastruktur, die vor allem im Osten des Landes vorherrscht, und der Mangel an stabiler Stromversorgung führen dazu, dass in bestimmten Gegenden eine private Internetverbindung selten ist. Die Preise für eine stabile Verbindung nehmen zwar ab, bleiben allerdings zu teuer für die Mehrheit der Bevölkerung. Es gibt um die 150 Internetanbieter in der Türkei. Dabei betreibt die vom Staat finanzierte Türk Telekom 81 % der Internetanschlüsse.

## Geschichte

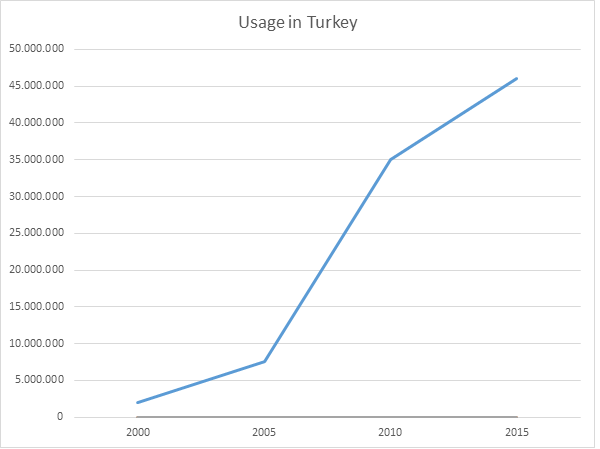
Die Nutzung des Internets in der Türkei

Die erste Internetverbindung in der Türkei entstand am 12. April 1993.

### Gesetz Nr. 5651
Das Gesetz Nr. 5651 hat die Aufgabe, die Öffentlichkeit vor Cyberkriminalität zu schützen. Es ist 2007 in Kraft getreten.
2011 kündigte die Behörde für Informationstechnologien und Kommunikation (kurz BTK) ein landesweites Filterprogramm an, das die Bevölkerung vor gefährlichen Inhalten bewahren soll. Es filterte allerdings keine terroristische Propaganda heraus.
Im Februar 2014 wurde das Gesetz Nr. 5651 noch verschärft.

### Unter Erdoğan
Im Mai des Jahres 2013 begann eine Protestbewegung im Gezi-Park in Istanbul, die zum größten Protest der Türkei anschwoll. Die Polizei setzte Tränengas ein, um diesen unter Kontrolle zu bringen. Der Protest zeigte auch die Komplexität der traditionellen tűrkischen Medien, die aus Sicht der Bürger nicht neutral berichteten. Dies half Seiten wie YouTube, Twitter und Facebook dabei, zu unabhängigen Informationsquellen aufzusteigen. Präsident Erdoğan bezeichnete Soziale Netzwerke als die größte Bedrohung der Gesellschaft. Zahlreiche Personen wurden in der Folge wegen illegaler Mitteilungen und illegaler Recherche unter Arrest gestellt.

## Zensur
Zensur des Internets ist in der Türkei eine beliebte Methode, um Kritikern und Oppositionellen die Möglichkeit zu entziehen, Einfluss zu nehmen.
Im April 2013 gab es 29.000 gesperrte Websites im türkischen Internet. Das waren gut 10.000 mehr als im Februar 2012. Im Mai 2015 gab es über 80.000 geblockte Websites.
Seiten wie YouTube, Facebook und Twitter, aber auch internationale Blogging-Websites wurden bisher temporär unzugänglich gemacht. Im Januar 2015 drohten türkische Staatskräfte Twitter mit dem kompletten Herunterfahren der Seite, wenn sie nicht die Seite der linken Zeitung Birgün, die über vom Geheimdienst aufgetragene Waffenlieferungen ins Kriegsgebiet von Syrien berichtete, vom Netz nähmen. Twitter reagierte darauf mit einer Löschung der Seite der Zeitung und der Seiten, die diese Artikel teilten.
Zu den bekannteren Fällen gehört der des Pianisten und Komponisten Fazil Say, welcher infolge mehrerer islamkritischer Tweets wegen Blasphemie zu einer Bewährungsstrafe von zehn Monaten verurteilt wurde. Ein Benutzer wurde für fast 10 Jahre inhaftiert wegen der Verbreitung terroristischer Propaganda auf Facebook. Im Juli 2015 wurden fünf prokurdische Politikblogs auf der Bloggerplattform Wordpress gesperrt.